# Église Saint-Aubin de Bazouges-sur-le-Loir
L'église Saint-Aubin est une église catholique située à Bazouges-sur-le-Loir, en France.

## Localisation
L'église est située dans le département français de la Sarthe, sur la commune de Bazouges-sur-le-Loir.

## Historique
L'édifice est classé au titre des monuments historiques en 1862.